# Yevgeniy Shevchenko
Yevgeniy Shevchenko (en bielorruso: Яўген Аляксандравіч Шаўчэнка; Minsk, 6 de junio de 1996) es un futbolista bielorruso que juega en la demarcación de delantero para el F. C. Dinamo Minsk de la Liga Premier de Bielorrusia.

## Selección nacional
Tras jugar con la selección de fútbol sub-17 de Bielorrusia, la sub-19 y la sub-21, finalmente hizo su debut con la selección absoluta el 13 de octubre de 2019 en un partido de clasificación para la Eurocopa 2020 contra Países Bajos que finalizó con un resultado de 1-2 a favor del combinado neerlandés tras el gol de Stanislaw Drahun para Bielorrusia, y un doblete de Georginio Wijnaldum para el combinado neerlandés.

## Clubes
| Club                  | País        | Año       | Partidos | Goles |
| --------------------- | ----------- | --------- | -------- | ----- |
| F. C. Minsk           | Bielorrusia | 2014-2019 | 116      | 13    |
| F. C. Dinamo Brest    | Bielorrusia | 2020      | 10       | 0     |
| F. C. Ruj Brest       | Bielorrusia | 2020-2021 | 42       | 8     |
| F. C. Torpedo Zhodino | Bielorrusia | 2022-2024 | 66       | 11    |
| PFC Arsenal Tula      | Rusia       | 2024      | 24       | 0     |
| F. C. Dinamo Minsk    | Bielorrusia | 2025-     | 3        | 1     |

## Palmarés

### Títulos nacionales
| Título                   | Club                  | País        | Año  |
| ------------------------ | --------------------- | ----------- | ---- |
| Supercopa de Bielorrusia | F. C. Dinamo Brest    | Bielorrusia | 2020 |
| Copa de Bielorrusia      | F. C. Torpedo Zhodino | Bielorrusia | 2023 |
| Supercopa de Bielorrusia | F. C. Dinamo Minsk    | Bielorrusia | 2025 |